# Secuencia aritmético-geométrica
En matemáticas, la secuencia aritmético-geométrica es el resultado de la multiplicación término por término de una progresión geométrica con los términos correspondientes de una progresión aritmética . En pocas palabras, el término n de una secuencia aritmético-geométrica es el producto del término n-ésimo de una secuencia aritmética y el término n-ésimo de una geométrica. Las secuencias aritmético-geométricas surgen en diversas aplicaciones, como el cálculo de valores esperados en la teoría de la probabilidad. Por ejemplo, la secuencia:
{\displaystyle {\dfrac {\color {blue}{0}}{\color {green}{1}}},\ {\dfrac {\color {blue}{1}}{\color {green}{2}}},\ {\dfrac {\color {blue}{2}}{\color {green}{4}}},\ {\dfrac {\color {blue}{3}}{\color {green}{8}}},\ {\dfrac {\color {blue}{4}}{\color {green}{16}}},\ {\dfrac {\color {blue}{5}}{\color {green}{32}}},\cdots }
es una secuencia aritmético-geométrica. El componente aritmético aparece en el numerador (en azul), y el geométrico en el denominador (en verde).
La suma de esta sucesión infinita se conoce como serie aritmético-geométrica, y su forma más básica se ha denominado escalera de Gabriel:
{\displaystyle \sum _{k=1}^{\infty }{\color {blue}k}{\color {green}r^{k}}={\frac {r}{(1-r)^{2}}},\quad \mathrm {para\ } 0<r<1}
La denominación también puede aplicarse a diferentes objetos que presenten características tanto de secuencias aritméticas como geométricas; por ejemplo, la noción francesa de secuencia aritmético-geométrica se refiere a secuencias de la forma {\displaystyle u_{n+1}=au_{n}+b}, que generalizan tanto las sucesiones aritméticas como las geométricas. Tales secuencias son un caso especial de ecuaciones en diferencias lineales.

## Términos de la secuencia
Los primeros términos de una sucesión aritmético-geométrica compuesta por una progresión aritmética (en azul) con diferencia {\displaystyle d} y valor inicial {\displaystyle a} y una progresión geométrica (en verde) con valor inicial {\displaystyle b} y razón común {\displaystyle r} están dados por:
{\displaystyle {\begin{aligned}t_{1}&=\color {blue}a\color {green}b\\t_{2}&=\color {blue}(a+d)\color {green}br\\t_{3}&=\color {blue}(a+2d)\color {green}br^{2}\\&\ \,\vdots \\t_{n}&=\color {blue}[a+(n-1)d]\color {green}br^{n-1}\end{aligned}}}

### Ejemplo
Por ejemplo, la secuencia
{\displaystyle {\dfrac {\color {blue}{0}}{\color {green}{1}}},\ {\dfrac {\color {blue}{1}}{\color {green}{2}}},\ {\dfrac {\color {blue}{2}}{\color {green}{4}}},\ {\dfrac {\color {blue}{3}}{\color {green}{8}}},\ {\dfrac {\color {blue}{4}}{\color {green}{16}}},\ {\dfrac {\color {blue}{5}}{\color {green}{32}}},\cdots }
es definida por {\displaystyle d=b=1}, {\displaystyle a=0}, y {\displaystyle r={\frac {1}{2}}} .

## Suma de los términos
La suma de los primeros n términos de una sucesión aritmético-geométrica tiene la forma:
{\displaystyle {\begin{aligned}S_{n}&=\sum _{k=1}^{n}t_{k}=\sum _{k=1}^{n}\left[a+(k-1)d\right]br^{k-1}\\&=ab+[a+d]br+[a+2d]br^{2}+\cdots +[a+(n-1)d]br^{n-1}\\&=A_{1}G_{1}+A_{2}G_{2}+A_{3}G_{3}+\cdots +A_{n}G_{n},\end{aligned}}}
donde {\displaystyle A_{i}} y {\displaystyle G_{i}} son los i-ésimos términos de la sucesión aritmética y geométrica, respectivamente.
Esta suma tiene la expresión de forma cerrada:
{\displaystyle {\begin{aligned}S_{n}&={\frac {ab-(a+nd)\,br^{n}}{1-r}}+{\frac {dbr\,(1-r^{n})}{(1-r)^{2}}}\\&={\frac {A_{1}G_{1}-A_{n+1}G_{n+1}}{1-r}}+{\frac {dr}{(1-r)^{2}}}\,(G_{1}-G_{n+1})\\&={\frac {a(1-r^{n})}{1-r}}+{\frac {dr(1-nr^{n-1}+(n-1)r^{n})}{(1-r)^{2}}}\end{aligned}}}

### Prueba
Multiplicando la expresión de la secuencia:
{\displaystyle S_{n}=ab+[a+d]br+[a+2d]br^{2}+\cdots +[a+(n-1)d]br^{n-1}}
por r, da
{\displaystyle rS_{n}=abr+[a+d]br^{2}+[a+2d]br^{3}+\cdots +[a+(n-1)d]br^{n}.}
Restando rSn de Sn, y usando la técnica de series telescópicas obtenemos:
{\displaystyle {\begin{aligned}(1-r)S_{n}={}&\left[ab+(a+d)br+(a+2d)br^{2}+\cdots +[a+(n-1)d]br^{n-1}\right]\\[5pt]&{}-\left[abr+(a+d)br^{2}+(a+2d)br^{3}+\cdots +[a+(n-1)d]br^{n}\right]\\[5pt]={}&ab+db\left(r+r^{2}+\cdots +r^{n-1}\right)-\left[a+(n-1)d\right]br^{n}\\[5pt]={}&ab+db\left(r+r^{2}+\cdots +r^{n-1}+r^{n}\right)-\left(a+nd\right)br^{n}\\[5pt]={}&ab+dbr\left(1+r+r^{2}+\cdots +r^{n-1}\right)-\left(a+nd\right)br^{n}\\[5pt]={}&ab+{\frac {dbr(1-r^{n})}{1-r}}-(a+nd)br^{n}\\[5pt]={}&{ab-(a+nd)r^{n}}b+{\frac {dbr(1-r^{n})}{1-r}}\end{aligned}}}
donde la última igualdad resulta de la expresión para la suma de una serie geométrica. 
Finalmente, dividir por 1 − r da el resultado:
{\displaystyle {\begin{aligned}S_{n}={}&{\frac {ab-(a+nd)br^{n}}{1-r}}+{\frac {dbr(1-r^{n})}{(1-r)^{2}}}\\[5pt]={}&{\frac {ab(1-r^{n})}{1-r}}-{\frac {nbdr^{n}}{1-r}}+{\frac {dbr(1-r^{n})}{(1-r)^{2}}}\\[5pt]={}&{\frac {ab(1-r^{n})}{1-r}}-{\frac {nbdr^{n}(1-r)}{(1-r)^{2}}}+{\frac {dbr(1-r^{n})}{(1-r)^{2}}}\\[5pt]={}&{\frac {ab(1-r^{n})}{1-r}}+{\frac {dbr(1-nr^{n-1}+(n-1)r^{n})}{(1-r)^{2}}}\end{aligned}}}

## Serie infinita
Si −1 < r < 1, entonces la suma S de la serie aritmético-geométrica, es decir, la suma de todos los infinitos términos de la progresión, viene dada por
{\displaystyle {\begin{aligned}S&=\sum _{k=1}^{\infty }t_{k}=\lim _{n\to \infty }S_{n}\\&={\frac {ab}{1-r}}+{\frac {dbr}{(1-r)^{2}}}\\&={\frac {A_{1}G_{1}}{1-r}}+{\frac {dG_{1}r}{(1-r)^{2}}}.\end{aligned}}}
Si r está fuera del rango anterior, la serie:
- diverge (cuando r > 1, o cuando r = 1 donde la serie es aritmética y a y d no son ambos cero; si tanto a como d son cero en el último caso, todos los términos de la serie son cero y la serie es constante )
- o se alterna (cuando r ≤ −1).

### Ejemplo: aplicación a valores esperados
Por ejemplo, la suma:
{\displaystyle S={\dfrac {\color {blue}{0}}{\color {green}{1}}}+{\dfrac {\color {blue}{1}}{\color {green}{2}}}+{\dfrac {\color {blue}{2}}{\color {green}{4}}}+{\dfrac {\color {blue}{3}}{\color {green}{8}}}+{\dfrac {\color {blue}{4}}{\color {green}{16}}}+{\dfrac {\color {blue}{5}}{\color {green}{32}}}+\cdots } ,
siendo la suma de una serie aritmético-geométrica definida por {\displaystyle d=b=1}, {\displaystyle a=0}, y {\displaystyle r={\frac {1}{2}}}, converge a {\displaystyle S=2} .
Esta secuencia corresponde al número esperado de lanzamientos de moneda antes de obtener "cruz". La probabilidad {\displaystyle T_{k}} de obtener cruz por primera vez en el k-ésimo lanzamiento es la siguiente:
{\displaystyle T_{1}={\frac {1}{2}},\ T_{2}={\frac {1}{4}},\dots ,T_{k}={\frac {1}{2^{k}}}} .
Por lo tanto, el número esperado de lanzamientos está dado por:
{\displaystyle \sum _{k=1}^{\infty }kT_{k}=\sum _{k=1}^{\infty }{\frac {\color {blue}k}{\color {green}2^{k}}}=S=2} .